# Thonnance-les-Moulins
Thonnance-les-Moulins – miejscowość i gmina we Francji, w regionie Grand Est, w departamencie Górna Marna.
Według danych na rok 1990 gminę zamieszkiwało 114 osób, a gęstość zaludnienia wynosiła 5 osób/km².

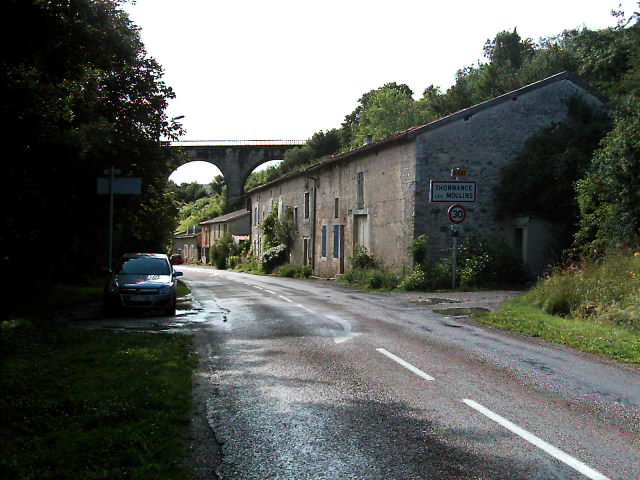
Rogatki Thonnance-les-Moulins, 2007